# Forte Tiuna
Forte Tiuna (formalmente o Complexo Militar do Forte Tiuna) é o nome dado a uma das instalações militares mais reconhecidas na cidade de Caracas e da Venezuela.
Existem instituições como a sede do Ministério do Poder Popular para a Defesa, EFOFAC, Comando Geral do Exército, Campo de Tiro El Libertador, Centro de Alimentação do Exército, Círculo Militar de Caracas e a Residência La Viñeta (Residência Oficial do Vice-Presidente).
Por sua grande extensão, abriga não apenas estruturas militares, mas também espaços esportivos, urbanos, culturais e financeiros.